# Oligodon booliati
Oligodon booliati este o specie de șerpi din genul Oligodon, familia Colubridae, descrisă de Tzi Ming Leong și Grismer în anul 2004. A fost clasificată de IUCN ca specie pe cale de dispariție (stare critică). Conform Catalogue of Life specia Oligodon booliati nu are subspecii cunoscute.